# Ameryka Express
Ameryka Express (anciennement Azja Express) est la version télévisée polonaise de l'émission de télé-réalité Peking Express. Elle est diffusée sur TVN depuis 2016. L'émission vise à montrer comment différentes équipes font face aux défis de faire une longue distance en auto-stop, tout en ayant des difficultés pour communiquer dans une langue qu'ils ne comprennent pas.

## Aperçu de la série
| Azja Express    | Saison | Équipes gagnantes                           | Route                         | Pays visités                       |
| --------------- | ------ | ------------------------------------------- | ----------------------------- | ---------------------------------- |
| Azja Express    | 2016   | Michał Żurawski, Ludwik Borkowski           | Hải Dương à Bangkok           | Vietnam, Laos, Cambodge, Thaïlande |
| Azja Express    | 2017   | Antoni Pawlicki, Paweł Ławrynowicz          | Sigiriya à Mumbai             | Sri Lanka, Inde                    |
| Ameryka Express | 2018   | Aleksandra Domańska, Dawid Domański         | San Antonio de Ibarra à Cusco | Équateur, Pérou                    |
| Ameryka Express | 2020   | Karolina Pisarek, Marta Gajewska-Komorowska | Antigua à Cartagena           | Guatemala, Colombie                |

## Voyage

### Saison 1
| Saison | Route                                   | Pays visités                       |
| ------ | --------------------------------------- | ---------------------------------- |
| 2016   | Hai Duong, Vietnam à Bangkok, Thaïlande | Vietnam, Laos, Cambodge, Thaïlande |

| Épisode | Pays      | Route |
| ------- | --------- | --- |
| 1       | Vietnam   | Hai Duong --- Hạ Long --- Haiphong |
| 2       | Vietnam   | Haiphong --- Tam Cốc-Bích Động --- Hanoi |
| 3       | Vietnam   | Lào Cai --- Bắc Hà --- Ban Pho --- Tạ Văn |
| 4       | Vietnam   | Tạ Văn --- Na Phat --- Muong Pon --- Điện Biên Phủ |
| 5       | Laos      | Ban Sang Ha --- Ban Pa Ho --- Luang Prabang --- Piengfa |
| 6       | Laos      | Piengfa --- Houamouang --- Nathon --- Vientiane |
| 7       | Laos      | Vientiane --- Ban Nam Lo --- Pakkading --- Thakhek |
| 8       | Laos      | Thakhek --- Kengkabao Naphong --- Paxe |
| 9       | Cambodge  | Piqué Treng --- Sandan --- Kratie --- Meak Thmey |
| 10      | Cambodge  | Meak Thmey --- Chamkar Andoung --- Wat Preak Bankang --- Phnom Penh |
| 11      | Cambodge  | Phnom Penh --- Andoung Chron --- Andoung Rusey --- Chong Koh --- Battambang |
| 12      | Cambodge  | Battambang --- Preah Netr Preah --- Siem Reap --- Angkor --- Angkor Wat |
| 13      | Thaïlande | Wat Maha That --- Suan Som Deij --- Suphanburi --- Sathon Port Thonburi --- Lumpini Park Bangkok --- Wat Suthat --- Pratunam --- Pak Klong Talad --- Wat Rakhang --- Prince Palace Hotel --- Wat Pho |

### Saison 2
| Saison | Route                              | Pays visités    |
| ------ | ---------------------------------- | --------------- |
| 2017   | Sigiriya, Sri Lanka à Mumbai, Inde | Sri Lanka, Inde |

### Saison 4
| Saison | Route                        | Pays visités        |
| ------ | ---------------------------- | ------------------- |
| 2020   | Antigua, à La Playa de Belén | Guatemala, Colombie |

| Épisode | Pays      | Route                                                                                           |
| ------- | --------- | ----------------------------------------------------------------------------------------------- |
| 1       | Guatemala | Antigua --- Cocales --- San Lucas Tolimán --- Chichicastenango                                  |
| 2       | Guatemala | Chichicastenango --- Agua Escondida --- Tecpán --- Sumpango                                     |
| 3       | Guatemala | San Pedro Sacatepéquez --- Pacaya --- Guatemala City (Plazuela Espana --- Diamanete De Beisbol) |
| 4       | Guatemala | Guatemala City --- Sanarate --- Guastatoya --- Cobán                                            |
| 5       | Guatemala | Cobán --- Sayaxche --- San Benito                                                               |
| 6       | Guatemala | Tikal --- Château de San Felipe de Lara                                                         |
| 7       | Guatemala | San Felipe --- Rio Dulce --- Zacapa                                                             |
| 8       | Colombie  | Bogota --- Lago Foquene --- Chiquinquira --- Socorro                                            |
| 9       | Colombie  | Socorro --- San Gil --- Bucaramanga                                                             |
| 10      | Colombie  | Bucaramanga --- San Alberto --- San Martín, Cesar --- La Playa de Belén                         |

## Saison 1
| Lieu | Célébrité                 | Profession / Emploi | Équipier         | Profession / Emploi |
| ---- | ------------------------- | ------------------- | ---------------- | ------------------- |
| 1    | Michał Żurawski           | Acteur              | Ludwik Borkowski | Acteur              |
| 2    | Agnieszka Włodarczyk      | Actrice             | Maria Konarowska | Actrice             |
| 3    | Izabella Miko             | Actrice             | Leszek Stanek    | Acteur              |
| 4    | Pascal Brodnicki          | Chef, star de TVN   | Paweł Dobrzański | Chef                |
| 5    | Renata Kaczoruk           | Modèle              | Weronika Budziło | Avocat              |
| 6    | Hanna Lis                 | Journaliste         | Łukasz Jemioł    | Designer            |
| 7    | Małgorzata Rozenek-Majdan | Présentateur TVN    | Radosław Majdan  | Joueur de football  |
| 8    | Przemysław Saleta         | Boxeur              | Dariusz Kuźniak  | Chef                |

| Place                | Episode                  | Episode               | Episode                     | Episode               | Episode                     | Episode               | Episode                    | Episode               | Episode                   | Episode        | Episode         | Episode          | Episode        | Episode        | Episode                     | Episode                          | Episode                    | Episode                       | Episode                   | Episode           | Episode                       | Episode                        | Episode                  | Episode                   | Episode                    | Episode                       | Episode                     | Episode                     | Episode                     | Episode                     | Episode                     | Episode |
| Place                | 1                        | 1                     | 2                           | 2                     | 3                           | 3                     | 4                          | 4                     | 5                         | 5              | 6               | 6                | 6              | 6              | 7                           | 7                                | 8                          | 8                             | 9                         | 9                 | 10                            | 10                             | 11                       | 11                        | 12                         | 12                            | 13                          | 13                          | 13                          | 13                          | 13                          |         |
| Place                | Jour 1                   | Jour 2                | Jour 2                      |                       |                             |                       |                            |                       |                           |                |                 |                  |                |                |                             |                                  |                            |                               |                           |                   |                               |                                |                          |                           |                            |                               |                             |                             |                             |                             |                             |         |
| Place                | Jour 1                   | Jour 2                | Jour 2                      | Jour 3                |                             |                       |                            |                       |                           |                |                 |                  |                |                |                             |                                  |                            |                               |                           |                   |                               |                                |                          |                           |                            |                               |                             |                             |                             |                             |                             |         |
| Place                | Jour 1                   | Jour 2                | Jour 2                      | Jour 3                | Jour 4                      | Jour 5                | Jour 5                     |                       |                           |                |                 |                  |                |                |                             |                                  |                            |                               |                           |                   |                               |                                |                          |                           |                            |                               |                             |                             |                             |                             |                             |         |
| Place                | Jour 1                   | Jour 2                | Jour 2                      | Jour 3                | Jour 4                      | Jour 5                | Jour 5                     | Jour 6                |                           |                |                 |                  |                |                |                             |                                  |                            |                               |                           |                   |                               |                                |                          |                           |                            |                               |                             |                             |                             |                             |                             |         |
| Place                | Jour 1                   | Jour 2                | Jour 2                      | Jour 3                | Jour 4                      | Jour 5                | Jour 5                     | Jour 6                | Jour 7                    | Jour 8         | Jour 8          | Jour 8           |                |                |                             |                                  |                            |                               |                           |                   |                               |                                |                          |                           |                            |                               |                             |                             |                             |                             |                             |         |
| Place                | Jour 1                   | Jour 2                | Jour 2                      | Jour 3                | Jour 4                      | Jour 5                | Jour 5                     | Jour 6                | Jour 7                    | Jour 8         | Jour 8          | Jour 8           | Jour 9         | Jour 9         |                             |                                  |                            |                               |                           |                   |                               |                                |                          |                           |                            |                               |                             |                             |                             |                             |                             |         |
| Place                | Jour 1                   | Jour 2                | Jour 2                      | Jour 3                | Jour 4                      | Jour 5                | Jour 5                     | Jour 6                | Jour 7                    | Jour 8         | Jour 8          | Jour 8           | Jour 9         | Jour 9         | Jour 10                     | Jour 11                          | Jour 11                    |                               |                           |                   |                               |                                |                          |                           |                            |                               |                             |                             |                             |                             |                             |         |
| Place                | Jour 1                   | Jour 2                | Jour 2                      | Jour 3                | Jour 4                      | Jour 5                | Jour 5                     | Jour 6                | Jour 7                    | Jour 8         | Jour 8          | Jour 8           | Jour 9         | Jour 9         | Jour 10                     | Jour 11                          | Jour 11                    | Jour 12                       |                           |                   |                               |                                |                          |                           |                            |                               |                             |                             |                             |                             |                             |         |
| Place                | Jour 1                   | Jour 2                | Jour 2                      | Jour 3                | Jour 4                      | Jour 5                | Jour 5                     | Jour 6                | Jour 7                    | Jour 8         | Jour 8          | Jour 8           | Jour 9         | Jour 9         | Jour 10                     | Jour 11                          | Jour 11                    | Jour 12                       | Jour 13                   | Jour 14           | Jour 14                       |                                |                          |                           |                            |                               |                             |                             |                             |                             |                             |         |
| Place                | Jour 1                   | Jour 2                | Jour 2                      | Jour 3                | Jour 4                      | Jour 5                | Jour 5                     | Jour 6                | Jour 7                    | Jour 8         | Jour 8          | Jour 8           | Jour 9         | Jour 9         | Jour 10                     | Jour 11                          | Jour 11                    | Jour 12                       | Jour 13                   | Jour 14           | Jour 14                       | Jour 15                        |                          |                           |                            |                               |                             |                             |                             |                             |                             |         |
| Place                | Jour 1                   | Jour 2                | Jour 2                      | Jour 3                | Jour 4                      | Jour 5                | Jour 5                     | Jour 6                | Jour 7                    | Jour 8         | Jour 8          | Jour 8           | Jour 9         | Jour 9         | Jour 10                     | Jour 11                          | Jour 11                    | Jour 12                       | Jour 13                   | Jour 14           | Jour 14                       | Jour 15                        | Jour 16                  | Jour 17                   | Jour 17                    |                               |                             |                             |                             |                             |                             |         |
| Place                | Jour 1                   | Jour 2                | Jour 2                      | Jour 3                | Jour 4                      | Jour 5                | Jour 5                     | Jour 6                | Jour 7                    | Jour 8         | Jour 8          | Jour 8           | Jour 9         | Jour 9         | Jour 10                     | Jour 11                          | Jour 11                    | Jour 12                       | Jour 13                   | Jour 14           | Jour 14                       | Jour 15                        | Jour 16                  | Jour 17                   | Jour 17                    | Jour 18                       |                             |                             |                             |                             |                             |         |
| Place                | Jour 1                   | Jour 2                | Jour 2                      | Jour 3                | Jour 4                      | Jour 5                | Jour 5                     | Jour 6                | Jour 7                    | Jour 8         | Jour 8          | Jour 8           | Jour 9         | Jour 9         | Jour 10                     | Jour 11                          | Jour 11                    | Jour 12                       | Jour 13                   | Jour 14           | Jour 14                       | Jour 15                        | Jour 16                  | Jour 17                   | Jour 17                    | Jour 18                       | Jour 19                     | Jour 19                     | Jour 20                     | Jour 20                     | Jour 20                     |         |
| -------------------- | ------------------------ | --------------------- | --------------------------- | --------------------- | --------------------------- | --------------------- | -------------------------- | --------------------- | ------------------------- | -------------- | --------------- | ---------------- | -------------- | -------------- | --------------------------- | -------------------------------- | -------------------------- | ----------------------------- | ------------------------- | ----------------- | ----------------------------- | ------------------------------ | ------------------------ | ------------------------- | -------------------------- | ----------------------------- | --------------------------- | --------------------------- | --------------------------- | --------------------------- | --------------------------- | ------- |
| 1                    | Izabella & Leszek        | Pascal & Paweł        | Michał & Ludwik (10 000 zł) | Renata & Weronika     | Małgorzata & Radosław       | Hanna & Łukasz        | Michał & Ludwik            | Renata & Weronika     | Michał & Ludwik (5000 zł) | Hanna & Łukasz | Renata          | Leszek           | Pascal         | Izabella       | Michał & Ludwik             | Renata & Weronika                | Pascal & Paweł (10 000 zł) | Pascal & Paweł                | Michał & Ludwik (5000 zł) | Agnieszka & Maria | Renata & Weronika (10 000 zł) | Michał & Ludwik Pascal & Paweł | Pascal & Paweł (5000 zł) | Pascal & Paweł (27 kg)    | Michał & Ludwik            | Izabella & Leszek (30 000 zł) | Michał & Ludwik             | Michał & Ludwik (40 000 zł) | Michał & Ludwik (10 000 zł) | Michał & Ludwik (20 000 zł) | Michał & Ludwik (90 000 zł) |         |
| 2                    | Małgorzata & Radosław    | Hanna & Łukasz        | Hanna & Łukasz              | Michał & Ludwik       | Hanna & Łukasz              | Pascal & Paweł        | Małgorzata & Radosław      | Agnieszka & Maria     | Izabella & Leszek         | -              | Pascal          | Izabella         | Weronika       | Michał         | Agnieszka & Maria (5000 zł) | Agnieszka & Maria                | Agnieszka & Maria          | Agnieszka & Maria (5000 zł)   | Renata & Weronika         | Izabella & Leszek | Michał & Ludwik               | -                              | Michał & Ludwik          | Michał & Ludwik (27.5 kg) | Pascal & Paweł (10 000 zł) | Michał & Ludwik               | Agnieszka & Maria (5000 zł) | Agnieszka & Maria           | Agnieszka & Maria           | Agnieszka & Maria           | Agnieszka & Maria           |         |
| 3                    | Pascal & Paweł (5000 zł) | Małgorzata & Radosław | Małgorzata & Radosław       | Agnieszka & Maria     | Pascal & Paweł              | Renata & Weronika     | -                          | Pascal & Paweł        | Hanna & Łukasz            | -              | -               | -                | Ludwik         | Maria          | Hanna & Łukasz              | Michał & Ludwik                  | Hanna & Łukasz             | Michał & Ludwik               | Pascal & Paweł            | Renata & Weronika | Pascal & Paweł                | Izabella & Leszek              | Agnieszka & Maria        | Izabella & Leszek (24 kg) | Izabella & Leszek          | Pascal & Paweł                | Izabella & Leszek           | Izabella & Leszek           | -                           | -                           | -                           |         |
| 4                    | Hanna & Łukasz           | Agnieszka & Maria     | Renata & Weronika           | Małgorzata & Radosław | Renata & Weronika (5000 zł) | Małgorzata & Radosław | -                          | Izabella & Leszek     | Renata & Weronika         | -              | -               | -                | Agnieszka      | Paweł          | Pascal & Paweł              | Pascal & Paweł                   | Izabella & Leszek          | Izabella & Leszek (10 000 zł) | -                         | Michał & Ludwik   | Izabella & Leszek             | Renata & Weronika              | Izabella & Leszek        | Agnieszka & Maria (28 kg) | -                          | -                             | -                           | -                           | -                           | -                           | -                           |         |
| 5                    | Agnieszka & Maria        | Renata & Weronika     | -                           | Izabella & Leszek     | -                           | -                     | -                          | Michał & Ludwik       | Agnieszka & Maria         | -              | -               | -                | Leszek         | Renata         | Izabella & Leszek           | Hanna & Łukasz Izabella & Leszek | Michał & Ludwik            | Hanna & Łukasz                | -                         | Pascal & Paweł    | -                             | -                              | -                        | -                         | -                          | -                             | -                           | -                           | -                           | -                           | -                           |         |
| 6                    | -                        | Przemysław & Dariusz  | -                           | Hanna & Łukasz        | -                           | -                     | -                          | Małgorzata & Radosław | Pascal & Paweł            | -              | -               | -                | -              | -              | Renata & Weronika           | -                                | -                          | -                             | -                         | -                 | -                             | -                              | -                        | -                         | -                          | -                             | -                           | -                           | -                           | -                           | -                           |         |
| 7                    | -                        | Izabela & Leszek      | -                           | Przemysław & Dariusz  | -                           | -                     | -                          | -                     | -                         | -              | -               | -                | -              | -              | -                           | -                                | -                          | -                             | -                         | -                 | -                             | -                              | -                        | -                         | -                          | -                             | -                           | -                           | -                           | -                           | -                           |         |
| 8                    | -                        | Michał & Ludwik       | -                           | -                     | -                           | -                     | -                          | -                     | -                         | -              | -               | -                | -              | -              | -                           | -                                | -                          | -                             | -                         | -                 | -                             | -                              | -                        | -                         | -                          | -                             | -                           | -                           | -                           | -                           | -                           |         |
| Couple with immunity | -                        | -                     | Pascal & Paweł              | Pascal & Paweł        | -                           | -                     | Hanna & Łukasz (10 000 zł) | Hanna & Łukasz        | -                         | -              | Hanna (5000 zł) | Łukasz (5000 zł) | Hanna & Łukasz | Hanna & Łukasz | -                           | -                                | Renata & Weronika          | Renata & Weronika (5000 zł)   | -                         | -                 | Agnieszka & Maria             | Agnieszka & Maria (20 000 zł)  | -                        | -                         | Agnieszka & Maria          | Agnieszka & Maria             | -                           | -                           | -                           | -                           | -                           |         |

 Immunité dans le prochain épisode
 Élimination
 Amulette
 Une place en moins dû au drapeau noir
 Équipe avec des amulettes de la part d'une équipe éliminée
 Abandon
 Une place en moins et éliminé

### Évaluations
| Épisode | Date         | Public    | Partager 4+ | Partager 16-49 |
| ------- | ------------ | --------- | ----------- | -------------- |
| 1       | 7 septembre  | 2 078 063 | 17,24%      | 24,43%         |
| 2       | 14 septembre | 1 592 865 | 12,73%      | 18,02%         |
| 3       | 21 septembre | 1 571 624 | 13,32%      | 19,75%         |
| 4       | 28 septembre | 1 578 534 | 12,89%      | 19,19%         |
| 5       | 5 octobre    | 1 540 576 | 12,10%      | 18,80%         |
| 6       | 12 octobre   | 1 661 980 | 13,56%      | 19,83%         |
| 7       | 19 octobre   | 1 433 410 | 11,63%      | 16,60%         |
| 8       | 26 octobre   | 1 514 545 | 11,93%      | 18,25%         |
| 9       | 2 novembre   | 1 440 826 | 10,56%      | 15,16%         |
| 10      | 9 novembre   | 1 603 796 | 12,97%      | 19,94%         |
| 11      | 16 novembre  | 1 688 925 | 13,17%      | 19,59%         |
| 12      | 23 novembre  | 1 501 301 | 12,20%      | 16,84%         |
| 13      | 30 novembre  | 1 843 822 | 14,50%      | 19,92%         |
| Moyenne | 2016         | 1 619 600 | 12,96%      | 18,91%         |

## Saison 2
| Lieu | Célébrité                 | Profession / Emploi      | Équipier            | Profession / Emploi               |
| ---- | ------------------------- | ------------------------ | ------------------- | --------------------------------- |
| 1    | Antoni Pawlicki           | Acteur                   | Paweł Ławrynowicz   | Acteur                            |
| 2    | Michał Piróg              | Chorégraphe              | Piotr Czaykowski    | Modèle                            |
| 3 2  | Stanisław Karpiel-Bułecka | Futur chanteur folk      | Marta Wierzbicka    | Actrice d'opéra de savon          |
| 4    | Joanna Przetakiewicz      | Styliste modéliste       | Łukasz Jakóbiak     | YouTubeuse                        |
| 5    | Zuzanna Bijoch            | Modèle                   | Julia Bijoch        | La sœur de Zuzanna                |
| 6    | Dorota Gardias            | Présentateur météo TVN   | Katarzyna Domeracka | Femme d'affaires                  |
| 7    | Marta Wierzbicka          | Actrice d'opéra de savon | Oliwia Cabaj        | Photographe                       |
| 8    | Stanisław Karpiel-Bułecka | Futur chanteur folk      | Szymon Chyc-Magdzin | Futur chanteur folk et violoniste |
| 9    | Tymon Tymański            | Musicien                 | Lucas Tymanski      | Le fils de Tymon                  |

| Place                | Episode                      | Episode                            | Episode                    | Episode                       | Episode                   | Episode            | Episode                     | Episode        | Episode                   | Episode         | Episode                    | Episode                    | Episode                   | Episode            | Episode                       | Episode                       | Episode         | Episode         | Episode                       | Episode                                        | Episode             | Episode                      | Episode                          | Episode           | Episode           | Episode                    | Episode                       | Episode                    | Episode                    | Episode                    | Episode |
| Place                | 1                            | 1                                  | 2                          | 2                             | 3                         | 3                  | 4                           | 4              | 5                         | 5               | 6                          | 6                          | 7                         | 7                  | 8                             | 8                             | 8               | 8               | 9                             | 9                                              | 10                  | 10                           | 11                               | 11                | 12                | 12                         | 13                            | 13                         | 13                         | 13                         | 13      |
| Place                | Jour 1                       | Jour 2                             | Jour 2                     |                               |                           |                    |                             |                |                           |                 |                            |                            |                           |                    |                               |                               |                 |                 |                               |                                                |                     |                              |                                  |                   |                   |                            |                               |                            |                            |                            |         |
| Place                | Jour 1                       | Jour 2                             | Jour 2                     | Jour 3                        |                           |                    |                             |                |                           |                 |                            |                            |                           |                    |                               |                               |                 |                 |                               |                                                |                     |                              |                                  |                   |                   |                            |                               |                            |                            |                            |         |
| Place                | Jour 1                       | Jour 2                             | Jour 2                     | Jour 3                        | Jour 4                    | Jour 5             | Jour 5                      |                |                           |                 |                            |                            |                           |                    |                               |                               |                 |                 |                               |                                                |                     |                              |                                  |                   |                   |                            |                               |                            |                            |                            |         |
| Place                | Jour 1                       | Jour 2                             | Jour 2                     | Jour 3                        | Jour 4                    | Jour 5             | Jour 5                      | Jour 6         |                           |                 |                            |                            |                           |                    |                               |                               |                 |                 |                               |                                                |                     |                              |                                  |                   |                   |                            |                               |                            |                            |                            |         |
| Place                | Jour 1                       | Jour 2                             | Jour 2                     | Jour 3                        | Jour 4                    | Jour 5             | Jour 5                      | Jour 6         | Jour 7                    | Jour 8          | Jour 8                     |                            |                           |                    |                               |                               |                 |                 |                               |                                                |                     |                              |                                  |                   |                   |                            |                               |                            |                            |                            |         |
| Place                | Jour 1                       | Jour 2                             | Jour 2                     | Jour 3                        | Jour 4                    | Jour 5             | Jour 5                      | Jour 6         | Jour 7                    | Jour 8          | Jour 8                     | Jour 9                     |                           |                    |                               |                               |                 |                 |                               |                                                |                     |                              |                                  |                   |                   |                            |                               |                            |                            |                            |         |
| Place                | Jour 1                       | Jour 2                             | Jour 2                     | Jour 3                        | Jour 4                    | Jour 5             | Jour 5                      | Jour 6         | Jour 7                    | Jour 8          | Jour 8                     | Jour 9                     | Jour 10                   | Jour 11            | Jour 11                       | Jour 11                       |                 |                 |                               |                                                |                     |                              |                                  |                   |                   |                            |                               |                            |                            |                            |         |
| Place                | Jour 1                       | Jour 2                             | Jour 2                     | Jour 3                        | Jour 4                    | Jour 5             | Jour 5                      | Jour 6         | Jour 7                    | Jour 8          | Jour 8                     | Jour 9                     | Jour 10                   | Jour 11            | Jour 11                       | Jour 11                       | Jour 12         | Jour 12         |                               |                                                |                     |                              |                                  |                   |                   |                            |                               |                            |                            |                            |         |
| Place                | Jour 1                       | Jour 2                             | Jour 2                     | Jour 3                        | Jour 4                    | Jour 5             | Jour 5                      | Jour 6         | Jour 7                    | Jour 8          | Jour 8                     | Jour 9                     | Jour 10                   | Jour 11            | Jour 11                       | Jour 11                       | Jour 12         | Jour 12         | Jour 13                       | Jour 14                                        | Jour 14             |                              |                                  |                   |                   |                            |                               |                            |                            |                            |         |
| Place                | Jour 1                       | Jour 2                             | Jour 2                     | Jour 3                        | Jour 4                    | Jour 5             | Jour 5                      | Jour 6         | Jour 7                    | Jour 8          | Jour 8                     | Jour 9                     | Jour 10                   | Jour 11            | Jour 11                       | Jour 11                       | Jour 12         | Jour 12         | Jour 13                       | Jour 14                                        | Jour 14             | Jour 15                      |                                  |                   |                   |                            |                               |                            |                            |                            |         |
| Place                | Jour 1                       | Jour 2                             | Jour 2                     | Jour 3                        | Jour 4                    | Jour 5             | Jour 5                      | Jour 6         | Jour 7                    | Jour 8          | Jour 8                     | Jour 9                     | Jour 10                   | Jour 11            | Jour 11                       | Jour 11                       | Jour 12         | Jour 12         | Jour 13                       | Jour 14                                        | Jour 14             | Jour 15                      | Jour 16                          | Jour 17           | Jour 17           |                            |                               |                            |                            |                            |         |
| Place                | Jour 1                       | Jour 2                             | Jour 2                     | Jour 3                        | Jour 4                    | Jour 5             | Jour 5                      | Jour 6         | Jour 7                    | Jour 8          | Jour 8                     | Jour 9                     | Jour 10                   | Jour 11            | Jour 11                       | Jour 11                       | Jour 12         | Jour 12         | Jour 13                       | Jour 14                                        | Jour 14             | Jour 15                      | Jour 16                          | Jour 17           | Jour 17           | Jour 18                    |                               |                            |                            |                            |         |
| Place                | Jour 1                       | Jour 2                             | Jour 2                     | Jour 3                        | Jour 4                    | Jour 5             | Jour 5                      | Jour 6         | Jour 7                    | Jour 8          | Jour 8                     | Jour 9                     | Jour 10                   | Jour 11            | Jour 11                       | Jour 11                       | Jour 12         | Jour 12         | Jour 13                       | Jour 14                                        | Jour 14             | Jour 15                      | Jour 16                          | Jour 17           | Jour 17           | Jour 18                    | Jour 19                       | Jour 19                    | Jour 20                    | Jour 20                    | Jour 20 |
| -------------------- | ---------------------------- | ---------------------------------- | -------------------------- | ----------------------------- | ------------------------- | ------------------ | --------------------------- | -------------- | ------------------------- | --------------- | -------------------------- | -------------------------- | ------------------------- | ------------------ | ----------------------------- | ----------------------------- | --------------- | --------------- | ----------------------------- | ---------------------------------------------- | ------------------- | ---------------------------- | -------------------------------- | ----------------- | ----------------- | -------------------------- | ----------------------------- | -------------------------- | -------------------------- | -------------------------- | ------- |
| 1                    | Marta & Oliwia               | Marta & Oliwia                     | Stanisław & Szymon         | Zuzanna & Julia               | Joanna & Łukasz           | Michał & Piotr     | Zuzanna & Julia (10 000 zł) | -              | Antoni & Paweł            | Joanna & Łukasz | Antoni & Paweł (10 000 zł) | Michał & Piotr (10 000 zł) | Michał & Piotr            | Dorota & Katarzyna | Dorota (5000 zł)              | Antoni                        | Łukasz          | Paweł           | Marta & Stanisław (15 000 zł) | Michał & Piotr                                 | Antoni (& Paweł)    | Marta (& Stanisław)          | Michał & Piotr Marta & Stanisław | Antoni & Paweł    | Marta & Stanisław | Michał & Piotr             | Antoni & Paweł (15 000 zł)    | Michał & Piotr (45 000 zł) | Antoni & Paweł (15 000 zł) | Antoni & Paweł (55 000 zł) |         |
| 2                    | Dorota & Katarzyna (5000 zł) | Dorota & Katarzyna Zuzanna & Julia | Joanna & Łukasz            | Antoni & Paweł Michał & Piotr | Zuzanna & Julia (5000 zł) | Joanna & Łukasz    | Joanna & Łukasz             | -              | Joanna & Łukasz (5000 zł) | Antoni & Paweł  | Dorota & Katarzyna         | Zuzanna & Julia            | Zuzanna & Julia (5000 zł) | Zuzanna & Julia    | Stanisław                     | Katarzyna (5000 zł)           | Antoni          | Dorota          | Antoni & Paweł                | Marta & Stanisław                              | Marta (& Stanisław) | Antoni (& Paweł) (20 000 zł) | Joanna & Łukasz (25 000 zł)      | Michał & Piotr    | -                 | Joanna & Łukasz            | Michał & Piotr                | Antoni & Paweł             | Michał & Piotr             | Michał & Piotr             |         |
| 3                    | Joanna & Łukasz              | -                                  | Zuzanna & Julia            | Joanna & Łukasz               | Michał & Piotr            | Dorota & Katarzyna | Dorota & Katarzyna          | -              | Marta & Oliwia            | Marta & Oliwia  | Zuzanna & Julia            | Antoni & Paweł             | -                         | Joanna & Łukasz    | Paweł                         | Łukasz                        | Piotr           | Joanna          | Michał & Piotr (5000 zł)      | Zuzanna & Julia Joanna & Łukasz Antoni & Paweł | Łukasz (& Joanna)   | Łukasz (& Joanna)            | Antoni & Paweł (15 000 zł)       | Joanna & Łukasz   | -                 | -                          | Marta & Stanisław (30 000 zł) | Marta & Stanisław          | -                          | -                          |         |
| 4                    | Michał & Piotr               | -                                  | Antoni & Paweł             | Dorota & Katarzyna            | Antoni & Paweł            | -                  | Antoni & Paweł              | -              | -                         | -               | Marta & Oliwia             | Dorota & Katarzyna         | -                         | Michał & Piotr     | Joanna & Piotr Michał & Marta | Joanna & Piotr Michał & Marta | Marta           | Michał          | Zuzanna & Julia               | -                                              | Julia (& Zuzanna)   | Julia (& Zuzanna)            | -                                | Marta & Stanisław | -                 | -                          | -                             | -                          | -                          | -                          |         |
| 5                    | Antoni & Paweł               | -                                  | Michał & Piotr             | Stanisław & Szymon            | Stanisław & Szymon        | -                  | Stanisław & Szymon          | -              | -                         | -               | Michał & Piotr             | Oliwia                     | -                         | Marta & Stanisław  | -                             | -                             | Katarzyna       | Stanisław       | Joanna & Łukasz               | -                                              | -                   | -                            | -                                | -                 | -                 | -                          | -                             | -                          | -                          | -                          |         |
| 6                    | Zuzanna & Julia              | -                                  | Dorota & Katarzyna         | Tymon & Lucas                 | Dorota & Katarzyna        | -                  | Marta & Oliwia              | Szymon         | -                         | -               | -                          | -                          | -                         | Antoni & Paweł     | -                             | -                             | -               | -               | -                             | -                                              | -                   | -                            | -                                | -                 | -                 | -                          | -                             | -                          | -                          | -                          |         |
| 7                    | Stanisław & Szymon           | -                                  | Tymon & Lucas              | -                             | Marta & Oliwia            | Antoni & Paweł     | -                           | -              | -                         | -               | -                          | -                          | -                         | -                  | -                             | -                             | -               | -               | -                             | -                                              | -                   | -                            | -                                | -                 | -                 | -                          | -                             | -                          | -                          | -                          |         |
| 8                    | Tymon & Lucas                | -                                  | -                          | -                             | -                         | -                  | -                           | -              | -                         | -               | -                          | -                          | -                         | -                  | -                             | -                             | -               | -               | -                             | -                                              | -                   | -                            | -                                | -                 | -                 | -                          | -                             | -                          | -                          | -                          |         |
| Couple with immunity | -                            | -                                  | Marta & Oliwia (10 000 zł) | Marta & Oliwia                | -                         | -                  | Michał & Piotr              | Michał & Piotr | -                         | -               | Joanna & Łukasz            | Joanna & Łukasz            | -                         | -                  | Zuzanna & Julia               | Zuzanna & Julia               | Zuzanna & Julia | Zuzanna & Julia | -                             | -                                              | Michał & Piotr      | Michał & Piotr               | -                                | -                 | Antoni & Paweł    | Antoni & Paweł (10 000 zł) | -                             | -                          | -                          | -                          |         |

 Immunité dans le prochain épisode
 Élimination
 Amulette
 Équipe avec des amulettes de la part d'une équipe éliminée
 Abandon
 Une place en moins et éliminé

## Saison 3
| Lieu | Célébrité           | Profession / Emploi                       | Équipier          | Profession / Emploi                       |
| ---- | ------------------- | ----------------------------------------- | ----------------- | ----------------------------------------- |
| 1    | Aleksandra Domańska | Actrice                                   | Dawid Domański    | Frère de Domańska                         |
| 2    | Pamela Stafanowicz  | Amoureux de l'ajustement des influenceurs | Mateusz Janusz    | Amoureux de l'ajustement des influenceurs |
| 3    | Maciej Musiałowski  | Acteur                                    | Anna Małysa       | L'ami de Maciej                           |
| 4    | Tomasz Karolak      | Acteur                                    | Jakub Urbański    | Photographe                               |
| 5    | Filip Chajzer       | Présentateur de télévision                | Zygmunt Chajzer   | Présentateur de télévision                |
| 6    | Lara Gessler        | Restaurateur                              | Piotr Sałata      | Styliste modéliste                        |
| 7 5  | Magda Steczkowska   | Chanteuse                                 | Katarzyna Meller  | Présentateur de télévision                |
| 8    | Magda Steczkowska   | Chanteuse                                 | Piotr Królik      | Le batteur                                |
| 9    | Katarzyna Meller    | Présentateur de télévision                | Monika Zagajewska | Femme d'affaires                          |

| Place                | Episode                    | Episode         | Episode                    | Episode                        | Episode                | Episode         | Episode                      | Episode            | Episode                            | Episode            | Episode                         | Episode                   | Episode            | Episode                  | Episode                          | Episode                 | Episode                           | Episode                   | Episode              | Episode            | Episode                    | Episode                  | Episode                      | Episode            | Episode            | Episode                        | Episode                      | Episode                   | Episode                        | Episode                        | Episode |    |
| Place                | 1                          | 1               | 2                          | 2                              | 3                      | 3               | 4                            | 4                  | 5                                  | 5                  | 5                               | 6                         | 6                  | 7                        | 7                                | 8                       | 8                                 | 9                         | 9                    | 10                 | 10                         | 10                       | 11                           | 11                 | 12                 | 12                             | 12                           | 13                        | 13                             | 13                             | 13      | 13 |
| Place                | Jour 1                     | Jour 2          | Jour 2                     |                                |                        |                 |                              |                    |                                    |                    |                                 |                           |                    |                          |                                  |                         |                                   |                           |                      |                    |                            |                          |                              |                    |                    |                                |                              |                           |                                |                                |         |    |
| Place                | Jour 1                     | Jour 2          | Jour 2                     | Jour 3                         |                        |                 |                              |                    |                                    |                    |                                 |                           |                    |                          |                                  |                         |                                   |                           |                      |                    |                            |                          |                              |                    |                    |                                |                              |                           |                                |                                |         |    |
| Place                | Jour 1                     | Jour 2          | Jour 2                     | Jour 3                         | Jour 4                 | Jour 5          | Jour 5                       |                    |                                    |                    |                                 |                           |                    |                          |                                  |                         |                                   |                           |                      |                    |                            |                          |                              |                    |                    |                                |                              |                           |                                |                                |         |    |
| Place                | Jour 1                     | Jour 2          | Jour 2                     | Jour 3                         | Jour 4                 | Jour 5          | Jour 5                       | Jour 6             |                                    |                    |                                 |                           |                    |                          |                                  |                         |                                   |                           |                      |                    |                            |                          |                              |                    |                    |                                |                              |                           |                                |                                |         |    |
| Place                | Jour 1                     | Jour 2          | Jour 2                     | Jour 3                         | Jour 4                 | Jour 5          | Jour 5                       | Jour 6             | Jour 7                             | Jour 8             | Jour 8                          |                           |                    |                          |                                  |                         |                                   |                           |                      |                    |                            |                          |                              |                    |                    |                                |                              |                           |                                |                                |         |    |
| Place                | Jour 1                     | Jour 2          | Jour 2                     | Jour 3                         | Jour 4                 | Jour 5          | Jour 5                       | Jour 6             | Jour 7                             | Jour 8             | Jour 8                          | Jour 9                    |                    |                          |                                  |                         |                                   |                           |                      |                    |                            |                          |                              |                    |                    |                                |                              |                           |                                |                                |         |    |
| Place                | Jour 1                     | Jour 2          | Jour 2                     | Jour 3                         | Jour 4                 | Jour 5          | Jour 5                       | Jour 6             | Jour 7                             | Jour 8             | Jour 8                          | Jour 9                    | Jour 10            | Jour 10                  | Jour 11                          | Jour 11                 | Jour 11                           |                           |                      |                    |                            |                          |                              |                    |                    |                                |                              |                           |                                |                                |         |    |
| Place                | Jour 1                     | Jour 2          | Jour 2                     | Jour 3                         | Jour 4                 | Jour 5          | Jour 5                       | Jour 6             | Jour 7                             | Jour 8             | Jour 8                          | Jour 9                    | Jour 10            | Jour 10                  | Jour 11                          | Jour 11                 | Jour 11                           | Jour 12                   | Jour 12              | Jour 12            |                            |                          |                              |                    |                    |                                |                              |                           |                                |                                |         |    |
| Place                | Jour 1                     | Jour 2          | Jour 2                     | Jour 3                         | Jour 4                 | Jour 5          | Jour 5                       | Jour 6             | Jour 7                             | Jour 8             | Jour 8                          | Jour 9                    | Jour 10            | Jour 10                  | Jour 11                          | Jour 11                 | Jour 11                           | Jour 12                   | Jour 12              | Jour 12            | Jour 13                    | Jour 14                  | Jour 14                      |                    |                    |                                |                              |                           |                                |                                |         |    |
| Place                | Jour 1                     | Jour 2          | Jour 2                     | Jour 3                         | Jour 4                 | Jour 5          | Jour 5                       | Jour 6             | Jour 7                             | Jour 8             | Jour 8                          | Jour 9                    | Jour 10            | Jour 10                  | Jour 11                          | Jour 11                 | Jour 11                           | Jour 12                   | Jour 12              | Jour 12            | Jour 13                    | Jour 14                  | Jour 14                      | Jour 15            |                    |                                |                              |                           |                                |                                |         |    |
| Place                | Jour 1                     | Jour 2          | Jour 2                     | Jour 3                         | Jour 4                 | Jour 5          | Jour 5                       | Jour 6             | Jour 7                             | Jour 8             | Jour 8                          | Jour 9                    | Jour 10            | Jour 10                  | Jour 11                          | Jour 11                 | Jour 11                           | Jour 12                   | Jour 12              | Jour 12            | Jour 13                    | Jour 14                  | Jour 14                      | Jour 15            | Jour 16            | Jour 17                        | Jour 17                      |                           |                                |                                |         |    |
| Place                | Jour 1                     | Jour 2          | Jour 2                     | Jour 3                         | Jour 4                 | Jour 5          | Jour 5                       | Jour 6             | Jour 7                             | Jour 8             | Jour 8                          | Jour 9                    | Jour 10            | Jour 10                  | Jour 11                          | Jour 11                 | Jour 11                           | Jour 12                   | Jour 12              | Jour 12            | Jour 13                    | Jour 14                  | Jour 14                      | Jour 15            | Jour 16            | Jour 17                        | Jour 17                      | Jour 18                   |                                |                                |         |    |
| Place                | Jour 1                     | Jour 2          | Jour 2                     | Jour 3                         | Jour 4                 | Jour 5          | Jour 5                       | Jour 6             | Jour 7                             | Jour 8             | Jour 8                          | Jour 9                    | Jour 10            | Jour 10                  | Jour 11                          | Jour 11                 | Jour 11                           | Jour 12                   | Jour 12              | Jour 12            | Jour 13                    | Jour 14                  | Jour 14                      | Jour 15            | Jour 16            | Jour 17                        | Jour 17                      | Jour 18                   | Jour 19                        | Jour 19                        |         |    |
| -------------------- | -------------------------- | --------------- | -------------------------- | ------------------------------ | ---------------------- | --------------- | ---------------------------- | ------------------ | ---------------------------------- | ------------------ | ------------------------------- | ------------------------- | ------------------ | ------------------------ | -------------------------------- | ----------------------- | --------------------------------- | ------------------------- | -------------------- | ------------------ | -------------------------- | ------------------------ | ---------------------------- | ------------------ | ------------------ | ------------------------------ | ---------------------------- | ------------------------- | ------------------------------ | ------------------------------ | ------- | -- |
| 1                    | Pamela & Mateusz (5000 zł) | Lara & Piotr    | Tomasz & Jakub (10 000 zł) | Pamela & Mateusz Maciej & Anna | Pamela & Mateusz       | Tomasz & Jakub  | Pamela & Mateusz (10 000 zł) | Aleksandra & Dawid | Filip & Zygmunt                    | Lara & Piotr       | Filip & Zygmunt                 | Pamela & Mateusz          | Pamela & Mateusz   | Lara & Piotr (10 000 zł) | Aleksandra & Dawid Maciej & Anna | Lara & Piotr            | Maciej & Anna (5.2 m)             | Filip & Pamela            | Filip & Pamela       | Maciej & Anna      | Maciej & Anna              | Maciej & Anna            | Pamela & Mateusz (10 000 zł) | Pamela & Mateusz   | Maciej & Anna      | Aleksandra & Dawid (10 000 zł) | Maciej & Anna                | Maciej & Anna (15 000 zł) | Aleksandra & Dawid (50 000 zł) | Aleksandra & Dawid (60 000 zł) |         |    |
| 2                    | Magda & Piotr              | Tomasz & Jakub  | Filip & Zygmunt            | Pamela & Mateusz Maciej & Anna | Aleksandra & Dawid     | -               | -                            | Maciej & Anna      | Lara & Piotr                       | -                  | Maciej & Anna                   | Aleksandra & Dawid        | Filip & Zygmunt    | Maciej & Anna            | Aleksandra & Dawid Maciej & Anna | Tomasz & Jakub          | Pamela & Mateusz (6.5 m)          | Aleksandra & Zygmunt      | Mateusz & Jakub      | Aleksandra & Dawid | Pamela & Mateusz (5000 zł) | Tomasz & Jakub (5000 zł) | Maciej & Anna (15 000 zł)    | Maciej & Anna      | Tomasz & Jakub     | Maciej & Anna                  | Aleksandra & Dawid           | Pamela & Mateusz          | Pamela & Mateusz               | Pamela & Mateusz               |         |    |
| 3                    | Katarzyna & Monika         | -               | Magda & Piotr              | Aleksandra & Dawid             | Lara & Piotr (5000 zł) | -               | -                            | Filip & Zygmunt    | Maciej & Anna (5000 zł)            | -                  | Tomasz & Jakub                  | Filip & Zygmunt (5000 zł) | Maciej & Anna      | Tomasz & Jakub           | Filip & Zygmunt                  | Maciej & Anna (5000 zł) | Tomasz & Jakub (12 m) (15 000 zł) | Mateusz & Jakub           | Aleksandra & Zygmunt | -                  | -                          | Pamela & Mateusz         | Tomasz & Jakub               | Tomasz & Jakub     | Aleksandra & Dawid | Tomasz & Jakub                 | Tomasz & Jakub               | Aleksandra & Dawid        | Maciej & Anna                  | -                              |         |    |
| 4                    | Maciej & Anna              | -               | -                          | Filip & Zygmunt                | Maciej & Anna          | -               | -                            | Lara & Piotr       | Pamela & Mateusz Magda & Katarzyna | -                  | Pamela & Mateusz                | Lara & Piotr              | Lara & Piotr       | Aleksandra & Dawid       | Tomasz & Jakub Lara & Piotr      | Aleksandra & Dawid      | Aleksandra & Dawid (26 m)         | Tomasz & Dawid            | Tomasz & Dawid       | -                  | -                          | Aleksandra & Dawid       | Aleksandra & Dawid           | Aleksandra & Dawid | -                  | -                              | -                            | -                         | -                              | -                              |         |    |
| 5                    | Aleksandra & Dawid         | -               | -                          | Magda & Piotr                  | Tomasz & Jakub         | -               | -                            | Pamela & Mateusz   | Pamela & Mateusz Magda & Katarzyna | -                  | Magda & Katarzyna               | Tomasz & Jakub            | Tomasz & Jakub     | Filip & Zygmunt          | Tomasz & Jakub Lara & Piotr      | Pamela & Mateusz        | Filip & Zygmunt (11.5 m)          | -                         | -                    | -                  | -                          | Filip & Zygmunt          | -                            | -                  | -                  | -                              | -                            | -                         | -                              | -                              |         |    |
| 6                    | Filip & Zygmunt            | -               | -                          | Tomasz & Jakub                 | Magda & Piotr          | Magda & Piotr   | -                            | Piotr              | Tomasz & Jakub                     | -                  | -                               | Maciej & Anna             | Aleksandra & Dawid | -                        | -                                | Filip & Zygmunt         | Lara & Piotr (24.5 m)             | -                         | -                    | -                  | -                          | -                        | -                            | -                  | -                  | -                              | -                            | -                         | -                              | -                              |         |    |
| 7                    | Lara & Piotr               | -               | -                          | Monika                         | Filip & Zygmunt        | Filip & Zygmunt | -                            | -                  | -                                  | -                  | -                               | -                         | -                  | -                        | -                                | -                       | -                                 | -                         | -                    | -                  | -                          | -                        | -                            | -                  | -                  | -                              | -                            | -                         | -                              | -                              |         |    |
| 8                    | Tomasz & Jakub             | Filip & Zygmunt | -                          | -                              | -                      | -               | -                            | -                  | -                                  | -                  | -                               | -                         | -                  | -                        | -                                | -                       | -                                 | -                         | -                    | -                  | -                          | -                        | -                            | -                  | -                  | -                              | -                            | -                         | -                              | -                              |         |    |
| Couple with immunity | -                          | -               | Lara & Piotr               | Lara & Piotr                   | -                      | -               | Tomasz & Jakub               | Tomasz & Jakub     | Aleksandra & Dawid                 | Aleksandra & Dawid | Aleksandra & Dawid Lara & Piotr | -                         | -                  | Pamela & Mateusz         | Pamela & Mateusz                 | -                       | -                                 | Maciej & Anna (10 000 zł) | Maciej & Anna        | -                  | -                          | -                        | -                            | -                  | Pamela & Mateusz   | Pamela & Mateusz               | Pamela & Mateusz (30 000 zł) | -                         | -                              | -                              |         |    |

 Immunité dans le prochain épisode
 Élimination
 Amulette
 Argent perdu
 Équipe avec des amulettes de la part d'une équipe éliminée
 Équipe qui a perdu de l'argent
 Une place en plus

### Évaluations
| Épisode | Date         | Public    | Partager 4+ | Partager 16-49 |
| ------- | ------------ | --------- | ----------- | -------------- |
| 1       | 5 septembre  | 1 568 759 | 13,42%      | 20,45%         |
| 2       | 12 septembre | 1 493 727 | 13,05%      | 20,21%         |
| 3       | 19 septembre | 1 525 971 | 12,83%      | 18,22%         |
| 4       | 26 septembre | 1 651 135 | 14,28%      | 20,96          |
| 5       | 3 octobre    | 1 636 462 | 13,58%      | 18,91%         |
| 6       | 10 octobre   | 1 506 638 | 12,68%      | 17,63%         |
| 7       | 17 octobre   | 1 615 760 | 13,94%      | 19,59%         |
| 8       | 24 octobre   | 1 490 836 | 11,72%      | 17,33%         |
| 9       | 31 octobre   | 1 524 974 | 12,09%      | 16,40%         |
| 10      | 7 novembre   | 1 271 263 | 10,57%      | 15,02%         |
| 11      | 13 novembre  | 1 394 352 | 11,65%      | 16,25%         |
| 12      | 20 novembre  | 1 568 690 | 13,00%      | 17,98%         |
| 13      | 27 novembre  | 1 633 469 | 13,28%      | 19,95%         |
| Moyenne | 2018         | 1 532 734 | 12,77%      | 18,34%         |

## Saison 4
| Lieu | Célébrité             | Profession / Emploi                        | Équipier                  | Profession / Emploi                             |
| ---- | --------------------- | ------------------------------------------ | ------------------------- | ----------------------------------------------- |
| 1    | Karolina Pisarek      | Modèle, finaliste du Top Model             | Marta Gajewska-Komorowska | Modèle                                          |
| 2    | Grzegorz Collins      | Présentateur TVN Turbo & Discovery Channel | Rafał Collins             | Présentateur TVN Turbo & Discovery Channel      |
| 3    | Paweł Deląg           | Acteur                                     | Dariusz Lipka             | L'ami de Paweł                                  |
| 4    | Małgorzata Heretyk    | YouTuber, 19+ actrice                      | Ernest Musiał             | YouTuber, 19+ acteur                            |
| 5    | Patrycja Markowska    | Chanteuse                                  | Żaneta Lubera             | Chanteur, demi-finaliste de The Voice of Poland |
| 6    | Marcin Różalski       | Kick boxer, combattant MMA                 | Bartosz Fabiński          | Combattant MMA                                  |
| 7    | Grażyna Wolszczak     | Actrice                                    | Filip Sikora              | Fils de Grażyna                                 |
| 8    | Iwona Burnat-Benjamin | Żony star hollywoodienne                   | Reggie Benjamin           | Żony star hollywoodienne, chanteuse             |

| 1                    | Grzegorz & Rafał                  | Grażyna & Filip | Grzegorz & Rafał (10 000 zł) | Patrycja & Żaneta   | Grzegorz & Rafał              | Małgorzata & Ernest | Patrycja & Dariusz              | Paweł & Żaneta      | - | Grzegorz & Rafał           | Małgorzata & Ernest | Karolina & Marta (10 000 zł) | Małgorzata & Ernest | Grażyna & Filip (10 000 zł) | Małgorzata & Ernest          | Małgorzata & Ernest        | Karolina & Marta    | Małgorzata & Ernest           | Małgorzata & Ernest | Grzegorz & Rafał (10 000 zł)    | Małgorzata & Ernest | Paweł & Dariusz (10 000 zł)     | Grzegorz & Rafał           | Grzegorz & Rafał (45 000 zł) | Karolina & Marta             | Grzegorz & Rafał (30 000 zł) | Karolina & Marta (45 000 zł) |   |
| 2                    | Małgorzata & Ernest               | -               | Karolina & Marta             | Grzegorz & Rafał    | Karolina & Marta              | Grzegorz & Rafał    | Karolina & Rafał                | Grażyna & Bartosz   | - | Karolina & Marta (5000 zł) | Karolina & Marta    | Paweł & Dariusz              | Paweł & Dariusz     | Małgorzata & Ernest         | Karolina & Marta (10 000 zł) | Grzegorz & Rafał           | Paweł & Dariusz     | Patrycja & Żaneta (10 000 zł) | Patrycja & Żaneta   | Małgorzata & Ernest (20 000 zł) | Grzegorz & Rafał    | Grzegorz & Rafał                | Karolina & Marta (5000 zł) | Karolina & Marta             | Grzegorz & Rafał (10 000 zł) | Karolina & Marta             | Grzegorz & Rafał             |   |
| 3                    | Karolina & Marta (5000 zł)        | -               | Małgorzata & Ernest          | Marcin & Bartosz    | Małgorzata & Ernest (5000 zł) | Karolina & Marta    | Grzegorz & Marta                | Patrycja & Dariusz  | - | Małgorzata & Ernest        | Grażyna & Filip     | Grzegorz & Rafał             | Marcin & Bartosz    | Grzegorz & Rafał            | Patrycja & Żaneta            | Karolina & Marta (5000 zł) | Małgorzata & Ernest | Paweł & Dariusz               | Grzegorz & Rafał    | Karolina & Marta                | -                   | Karolina & Marta                | Paweł & Dariusz            | Małgorzata & Ernest          | Paweł & Dariusz              | -                            | -                            |   |
| 4                    | Marcin & Bartosz Dariusz & Żaneta | -               | Marcin & Bartosz             | Karolina & Marta    | Patrycja & Żaneta             | Marcin & Bartosz    | Paweł & Żaneta                  | Grzegorz & Marta    | - | Patrycja & Żaneta          | Grzegorz & Rafał    | Małgorzata & Ernest          | Grzegorz & Rafał    | Karolina & Marta            | Grzegorz & Rafał             | Paweł & Dariusz            | Patrycja & Żaneta   | Grzegorz & Rafał              | Paweł & Dariussz    | Patrycja & Żaneta               | -                   | Patrycja & Żaneta               | Małgorzata & Ernest        | Paweł & Dariusz              | -                            | -                            | -                            | - |
| 5                    | Grażyna & Filip                   | -               | Paweł & Dariusz              | Małgorzata & Ernest | Grażyna & Filip               | Grażyna & Filip     | Grażyna & Bartosz               | Karolina & Rafał    | - | Grażyna & Filip            | Patrycja & Żaneta   | Patrycja & Żaneta            | Karolina & Marta    | Paweł & Dariusz             | Marcin & Bartosz             | Patrycja & Żaneta          | Grzegorz & Rafał    | Marcin & Bartosz              | Marcin & Bartosz    | Paweł & Dariusz                 | -                   | -                               | -                          | -                            | -                            | -                            | -                            | - |
| 6                    | Iwona & Reggie                    | -               | Patrycja & Żaneta            | Paweł & Dariusz     | Paweł & Dariusz               | Paweł & Dariusz     | Marcin & Filip                  | Marcin & Filip      | - | Paweł & Dariusz            | Paweł & Dariusz     | -                            | Patrycja & Żaneta   | Marcin & Bartosz            | Paweł & Dariusz              | Marcin & Bartosz           | Marcin & Bartosz    | -                             | -                   | -                               | -                   | -                               | -                          | -                            | -                            | -                            | -                            |   |
| 7                    | -                                 | -               | Iwona & Reggie               | Iwona & Reggie      | Marcin & Bartosz              | Patrycja & Żaneta   | -                               | -                   | - | -                          | -                   | -                            | -                   | Patrycja & Żaneta           | Grażyna & Filip              | -                          | -                   | -                             | -                   | -                               | -                   | -                               | -                          | -                            | -                            | -                            | -                            |   |
| Couple with immunity | -                                 | -               | Grażyna & Filip              | Grażyna & Filip     | -                             | -                   | Małgorzata & Ernest (10 000 zł) | Małgorzata & Ernest | - | -                          | -                   | Grażyna & Filip              | Grażyna & Filip     | -                           | -                            | -                          | -                   | Karolina & Marta              | Karolina & Marta    | -                               | -                   | Małgorzata & Ernest (10 000 zł) | -                          | -                            | -                            | -                            | -                            |   |

### Évaluations
| Épisode | Date      | Public    | Partager 4+ | Partager 16-49 |
| ------- | --------- | --------- | ----------- | -------------- |
| 1       | 4 mars    | 1 060 593 | 9,19%       |                |
| 2       | 11 mars   | 1 005 318 | 8,26%       |                |
| 3       | 18 mars   | 1 126 093 | 9,48%       |                |
| 4       | 25 mars   |           |             |                |
| 5       | 1er avril | 1 164 211 | 8,79%       |                |
| 6       | 8 avril   |           |             |                |
| 7       | 15 avril  |           |             |                |
| 8       | 22 avril  |           |             |                |
| 9       | 29 avril  |           |             |                |
| 10      | 6 mai     |           |             |                |
| 11      | 13 mai    | 1 171 528 | 9,57%       |                |
| 12      | 20 mai    |           |             |                |
| 13      | 27 mai    | 1 228 172 | 10,28%      | 16,42%         |
| Moyenne | 2020      | 1 082048  | 8,70%       | 13,25%         |